# Дан програмера
Дан програмера је међународни дан професије који се обележава 256. (у хексадецималном систему 100. или 28 ) дана сваке године (13. септембар простих, односно 12. септембар преступних година). Овај празник је званично признат у Русији.
Број 256 (28) изабран је зато што је то број различитих вредности који се могу представити осмобитним бајтом, вредност позната програмерима. Овај број је такође највећи степен двојке који је мањи од 365, броја дана у простој години.

## Званично признање
Овај празник предложили су Валентин Балт и Михаил Червиков, запослени у софтверској компанији Паралел технолоџис. Још 2002. године покушали су да прикупе потписе за петицију влади Русије како би званично признали Дан програмера.
Министарство комуникација и масовних медија Русије је 24. јула 2009. издало нацрт извршног налога о новом празнику посвећеном професији - Дану програмера.
Председник Русије Димитриј Медведев потписао је декрет 11. септембра 2009. године.

## Кинески Дан програмера
У Кини, Дан програмера се обележава 24. октобра. Ово се практикује већ дуго година.
Овај дан је изабран зато што је 1024 = 210 (1024 је такође важан број за програмере), а за разлику од руског нема проблем са преступним годинама.